# Спасское (Приморский край)
Спа́сское — село в Спасском районе Приморского края. Административный центр Спасского сельского поселения.

## География
Село Спасское — спутник города Спасск-Дальний, примыкает к городу с запада. Расстояние от железнодорожного вокзала невелико, около 2 км.
Административная граница между городом и селом на юге проходит по реке Кулешовка, на юго-востоке — по улице Мельничной, по северной окраине села протекает река Спасовка.
На запад от села Спасское идёт дорога к озеру Ханка, на берегу которого находятся базы отдыха, детские летние оздоровительные лагеря.
На северо-запад от села Спасское идёт дорога к сёлам Степное, Луговое, Новосельское, Лебединое, Гайворон, Сосновка; на юг — к селу Воскресенка.

## Население
| 1892  | 1897  | 1900  | 1902  | 1912  | 1915  | 1939  |
| ----- | ----- | ----- | ----- | ----- | ----- | ----- |
| 747   | ↗1137 | ↘1062 | ↗1143 | ↗2552 | ↗2910 | ↗4307 |
| 1959  | 1970  | 1979  | 2002  | 2010  | 2021  |       |
| ↗5704 | ↗6800 | ↘6624 | ↘6185 | ↘5778 | ↘4418 |       |

### Национальный состав
Национальный состав Спасского по данным переписи населения 1939 года: русские — 67,9% или 2 925 чел., украинцы — 29,2% или 1 257 чел.

## Улицы
| - ул. 50 лет Приморья, - ул. 70 лет Октября, - пер. Берёзовый, - пер. Больничный, - пер. Бонивуровский, - пер. Бригадный, - пер. Владимировский, - пер. Володарского, - ул. Гагарина, - пер. Гвардейский, - ул. Горовая, | - пер. Зелёный, - ул. Карьерная, - пер. Колхозный, - ул. Комсомольская, - пер. Косой, - ул. Лозовая, - ул. Мельничная, - пер. Мельничный, - ул. Михайловская, - ул. Московская, - пер. Надреченский, | - ул. Николаевская, - пер. Николаевский, - ул. Новая, - пер. Овражный, - ул. Озёрная, - ул. Октябрьская, - пер. Партизанский, - ул. Подгорная, - пер. Совхозный, - ул. Спасская, - пер. Спасский, | - пер. Стахановский, - пер. Студенческий, - пер. Сухановский, - ул. Урожайная, - ул. Ханкайская, - ул. Хасанская, - ул. Хрещатинская, - пер. Черемуховый, - ул. Чеховская, - пер. Школьный, - ул. Юбилейная. |

## Экономика
Сельскохозяйственные предприятия Спасского района.

## Инфраструктура
В окрестностях села Спасское находятся садово-огородные участки жителей города Спасск-Дальний.

## Достопримечательности
В селе находится Храм Вознесения Господня.

## Известные уроженцы
- Дубинин, Валентин Степанович (род. 1946) — российский государственный деятель.
- Евгеньев, Роман Алексеевич (род. 1999) — российский футболист, защитник.

## Галерея

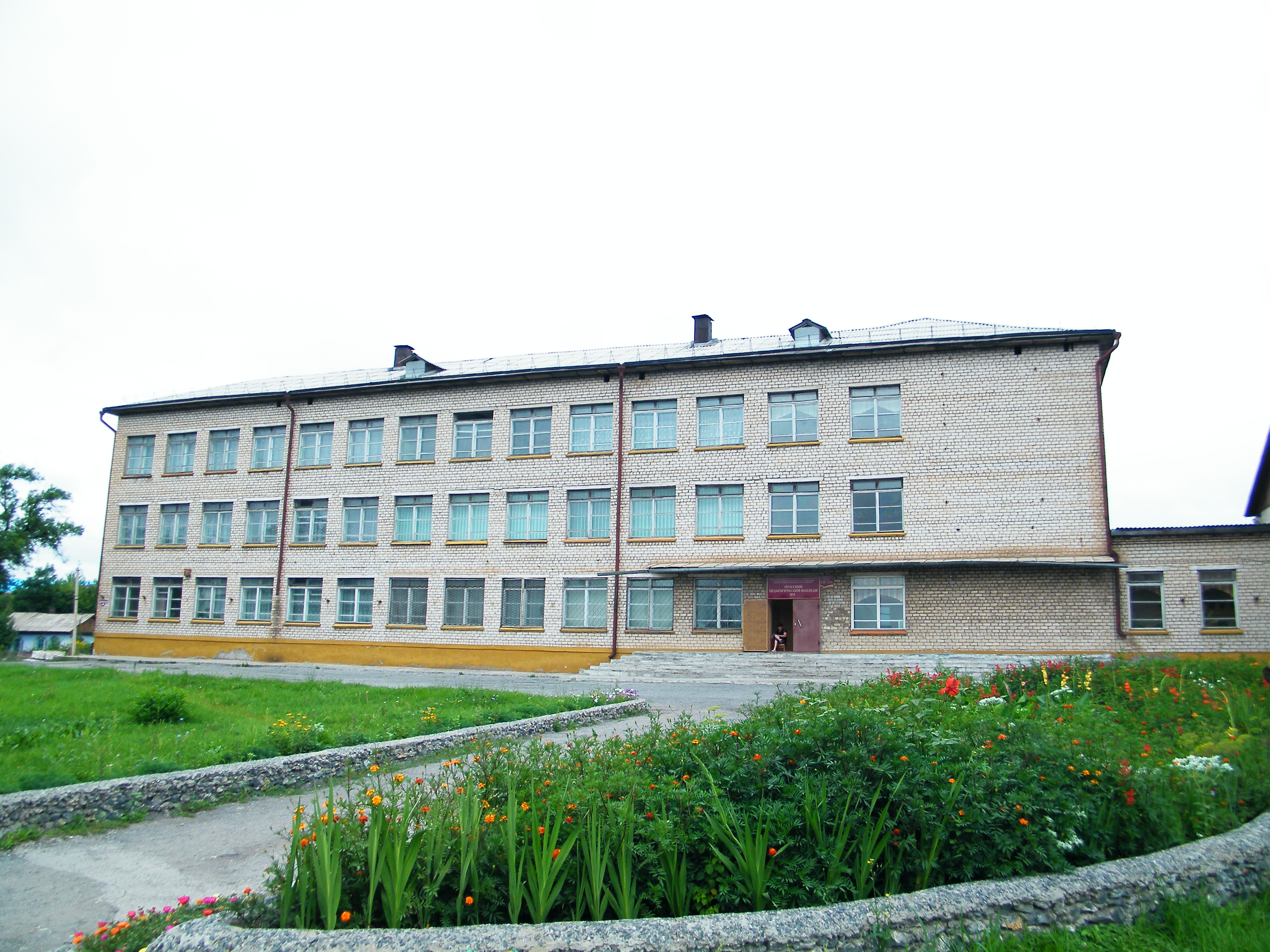
Село Спасское, педагогический колледж
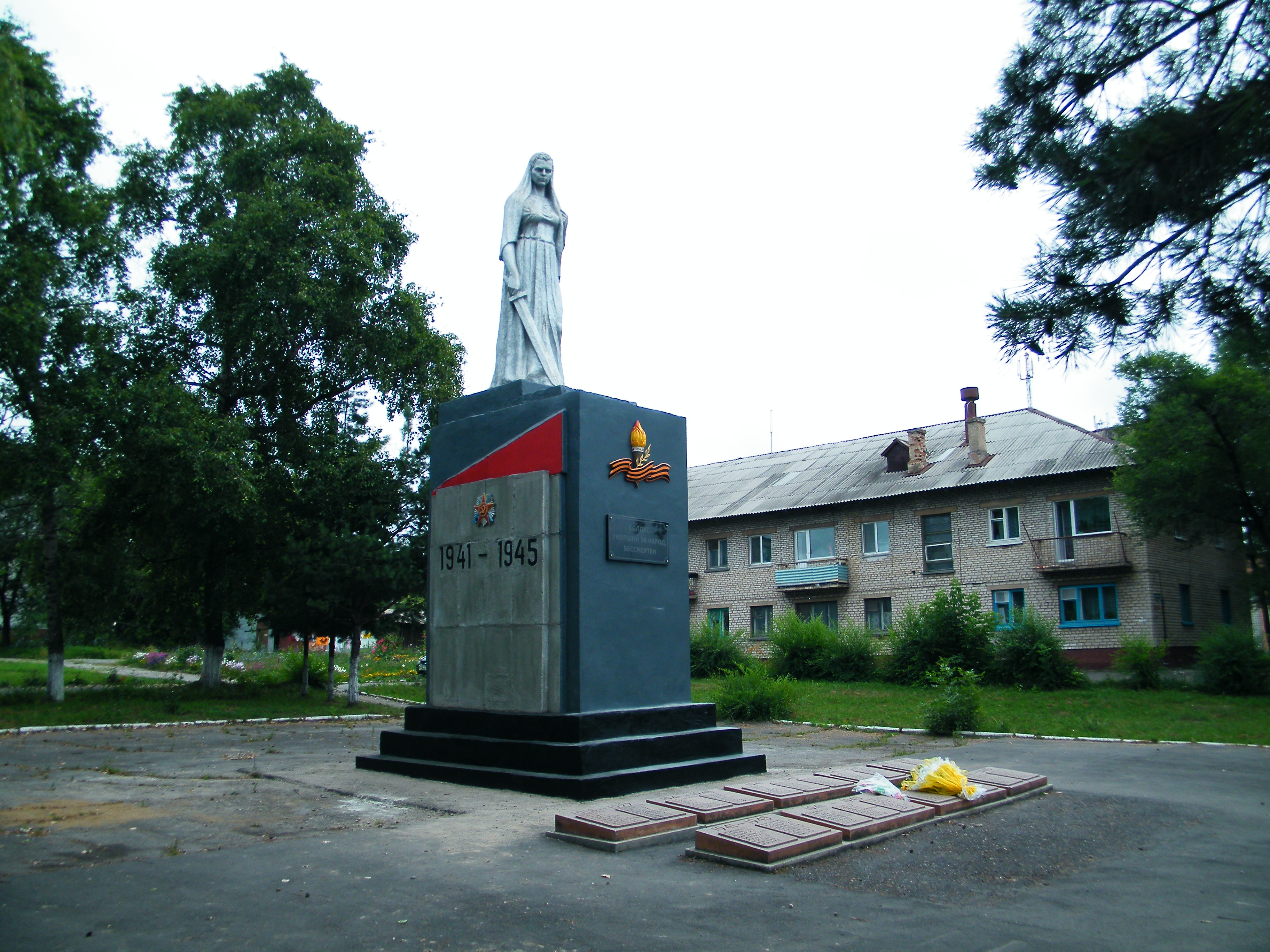
Село Спасское, памятник односельчанам, не вернувшимся с фронта